# بييفاليفادا
بييفاليفادا (بالبلغارية: Баева ливада)‏ قرية تقع إدارياً ضمن Sevlievo ‏ في بلغاريا. تعتمد بييفاليفادا للبريد على الرمز البريدي 5441.